# 야시장 (텔레비전 프로그램)
야구 중심 (前 야시장)은 프로 야구 시즌에 한해서 매주 월요일 저녁 7시에 방송되는 야구 매거진 프로그램이다.  2017 시즌부터 현재의 이름으로 바뀌었다.

## 시즌1

### 출연자

#### MC
- 서경석

#### 패널
- 박승현[1]
- 박동희
- 정민철
- 박재홍
- 이종범
- 허구연
- 양준혁
- 김유정[2]
- 배지헌[3]

#### 기타 출연자
- 장예인

#### 하차 출연자
- 박지영

### 구성
- 1루토크 - 야!한 순간
- 2루토크 - 뜨거운 이슈
- 3루토크 - 야시장 고민 상담소
- 홈토크 - 토크 서비스 센터
- 야시장 나우
- 예인 트랙
- 엠스플 텔레비전

## 시즌2

### 출연자

#### MC
- 서경석

#### 패널
- 박동희
- 정민철
- 박재홍
- 이종범
- 허구연
- 양준혁
- 손혁
- 차명석

## 같이 보기
- 아이 러브 베이스볼
- 베이스볼 S
- 베이스볼 투나잇
- 워너 B
- 베이스볼 투데이
- 오늘의 야구
- 야구 읽어주는 남자
- 먼데이 나잇 베이스볼
- 주간야구
- 합의판정
- 랭킹 베이스볼
- 베이스볼 어워즈
- 스포츠 타임 베이스볼